# Route nationale 853
Die Route nationale 853, kurz RN 853 oder N 853, war eine französische Nationalstraße auf Korsika, die von 1933 bis 1973 von einer Kreuzung mit der Nationalstraße 196 südwestlich von Figari abzweigte und zu einer Kreuzung mit der Nationalstraße 198 südlich von Porto-Vecchio verlief. Ihre Gesamtlänge betrug 23 Kilometer.